# E-Prix di Dirʿiyya
L'E-Prix di Dirʿiyya è un evento automobilistico con cadenza annuale destinato alle vetture a trazione interamente elettrica del campionato di Formula E tenuto a Dirʿiyya, in Arabia Saudita. La prima edizione si è corsa il 15 dicembre 2018 ed è stata la gara inaugurale del Campionato di Formula E 2018-2019.

## Circuito
L'evento si disputa sul Circuito cittadino di Dirʿiyya, che si trova in prossimità della capitale araba Riad ed è lungo 2,847 km con 21 curve.

## Albo d'oro
| Edizione | Edizione | Tracciato                      | Vincitore              | Secondo           | Terzo                  | Pole position          | Giro veloce            |
| -------- | -------- | ------------------------------ | ---------------------- | ----------------- | ---------------------- | ---------------------- | ---------------------- |
| 2018     | 2018     | Circuito cittadino di Dirʿiyya | António Félix da Costa | Jean-Éric Vergne  | Jérôme d'Ambrosio      | António Félix da Costa | André Lotterer         |
| 2019     | Gara 1   | Circuito cittadino di Dirʿiyya | Sam Bird               | André Lotterer    | Stoffel Vandoorne      | Alexander Sims         | Mitch Evans            |
| 2019     | Gara 2   | Circuito cittadino di Dirʿiyya | Alexander Sims         | Lucas Di Grassi   | Stoffel Vandoorne      | Alexander Sims         | António Félix da Costa |
| 2021     | Gara 1   | Circuito cittadino di Dirʿiyya | Nyck de Vries          | Edoardo Mortara   | Mitch Evans            | Nyck de Vries          | René Rast              |
| 2021     | Gara 2   | Circuito cittadino di Dirʿiyya | Sam Bird               | Robin Frijns      | António Félix da Costa | Robin Frijns           | Nyck de Vries          |
| 2022     | Gara 1   | Circuito cittadino di Dirʿiyya | Nyck de Vries          | Stoffel Vandoorne | Jake Dennis            | Stoffel Vandoorne      | Nick Cassidy           |
| 2022     | Gara 2   | Circuito cittadino di Dirʿiyya | Edoardo Mortara        | Robin Frijns      | Lucas Di Grassi        | Nyck de Vries          | Stoffel Vandoorne      |
| 2023     | Gara 1   | Circuito cittadino di Dirʿiyya | Pascal Wehrlein        | Jake Dennis       | Sam Bird               | Sébastien Buemi        | René Rast              |
| 2023     | Gara 2   | Circuito cittadino di Dirʿiyya | Pascal Wehrlein        | Jake Dennis       | René Rast              | Jake Hughes            | Sam Bird               |
| 2024     | Gara 1   | Circuito cittadino di Dirʿiyya | Jake Dennis            | Jean-Éric Vergne  | Nick Cassidy           | Jean-Éric Vergne       | Jake Dennis            |
| 2024     | Gara 2   | Circuito cittadino di Dirʿiyya | Nick Cassidy           | Robin Frijns      | Oliver Rowland         | Oliver Rowland         | Jake Dennis            |